# Pointe d'Enfer
La Pointe d'Enfer est un cap de Martinique.

## Géographie
A l'est de l'anse Trabaud, la pointe d'Enfer marque l'extrémité de la Savane des pétrifications.

## Galerie

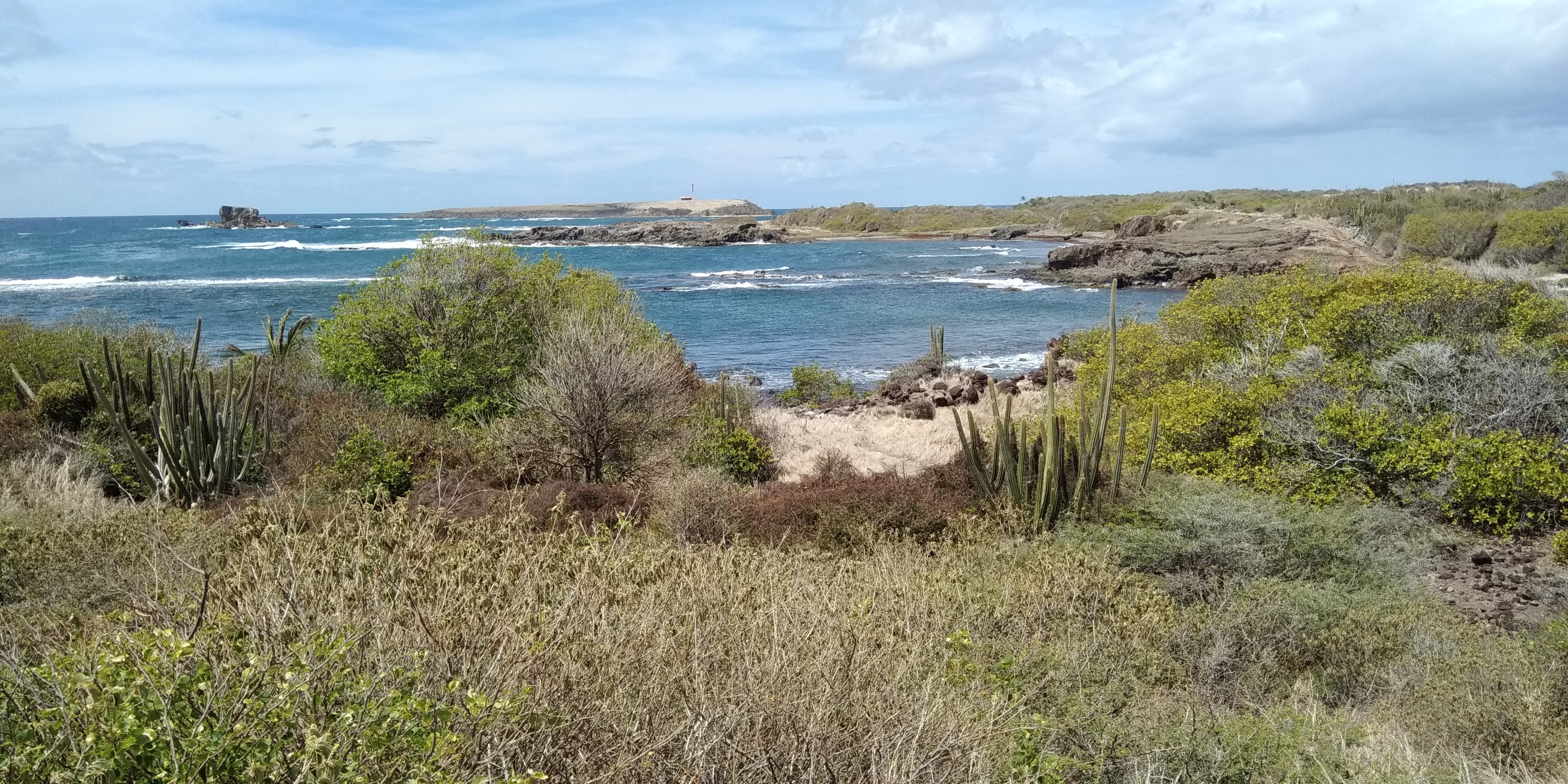
Anse Braham depuis la pointe d'Enfer
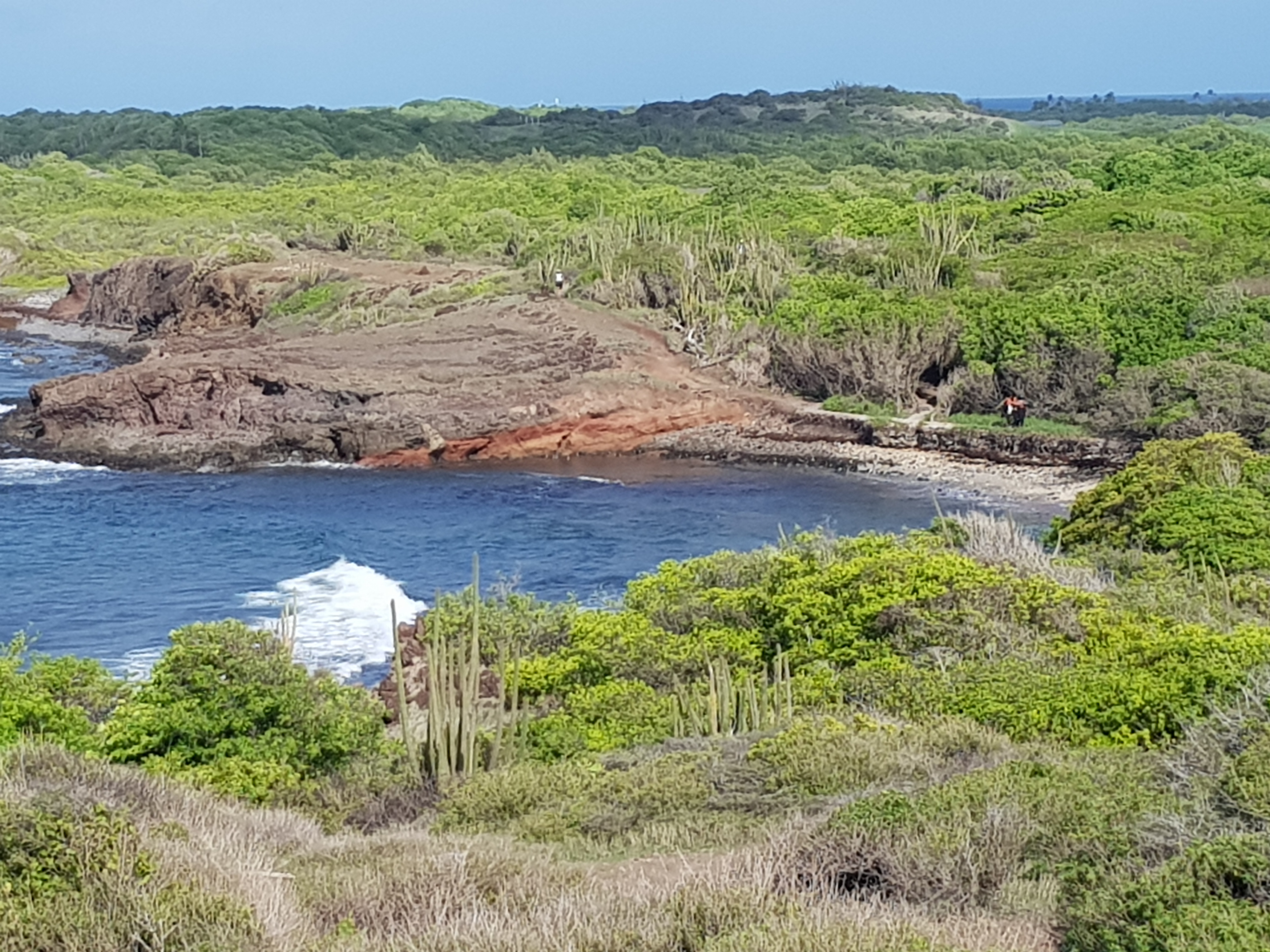
Paysage de la pointe d'Enfer
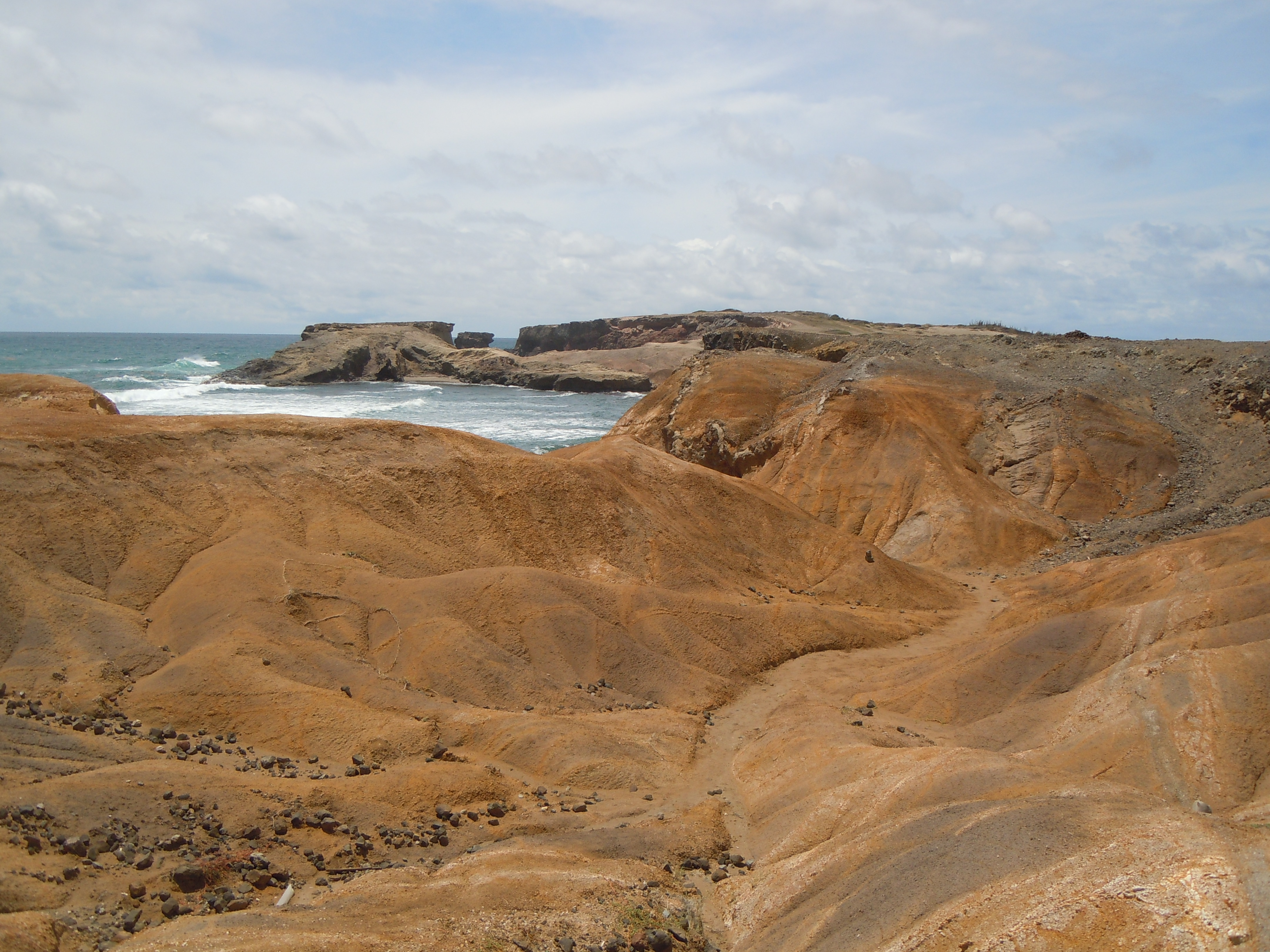
La pointe vue de la Savane des pétrifications
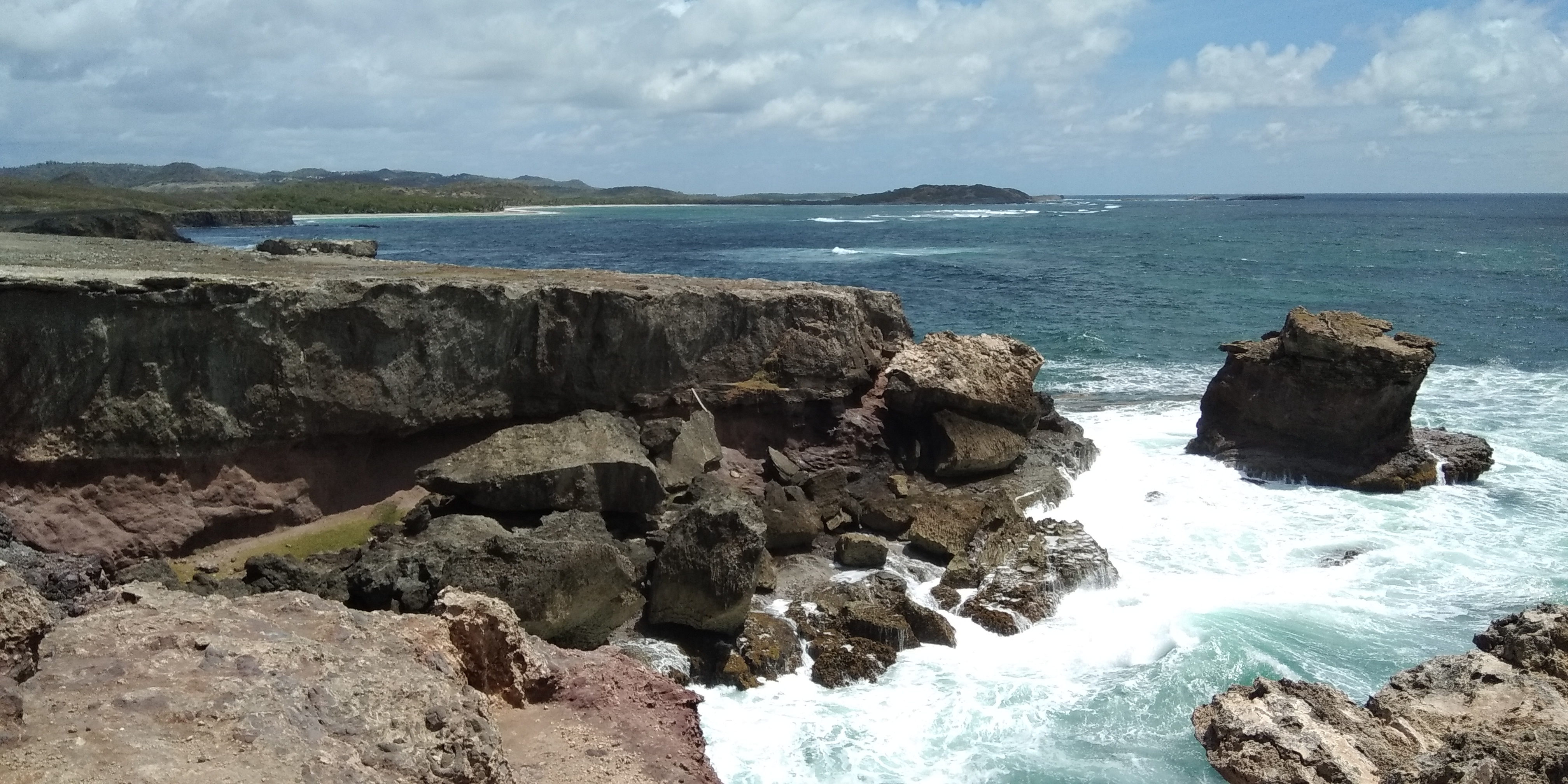
Rochers de la pointe d'Enfer
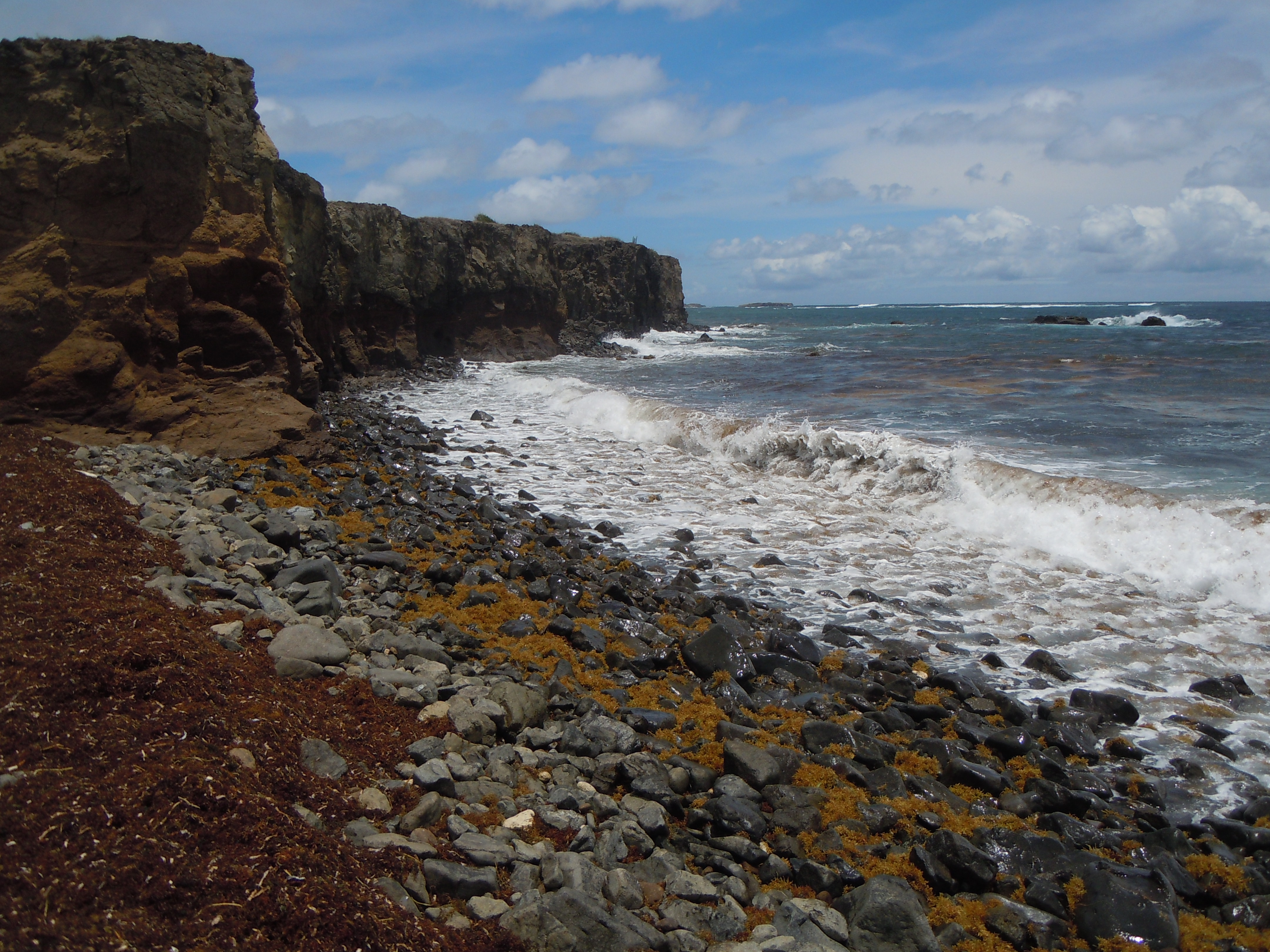
Vue de la côte près de la pointe d'Enfer